# Bucara (província)
Bucara ou Bukhara (em usbeque: Buxoro) é uma província (viloyatlar) do Usbequistão com capital em Bucara. Tem 40 221 quilômetros quadrados e segundo censo de 2020, havia 1 923 934 habitantes.